# Lugaid Íardonn
Pour les articles homonymes, voir Lugaid.
Lugaid Íardonn, fils de Énna Derg, est selon les légendes médiévales et la tradition pseudo historique irlandaise un  Ard ri Erenn.

## Règne
Son surnom, signifie en vieil irlandais:  « Brun fonçé », est lié à la couleur de ses cheveux. Il succède à son père mort lors d'une épidémie de peste, et règne pendant neuf ans avant d'être tué à Ráth Clochair par Sírlám, le fils de Finn mac Blatha. Son fils Eochaid Uaircheas  sera également ensuite Ard ri Erenn.
Le Lebor Gabála Érenn synchronise son règne avec celui d'Artaxerxès Ier  en Perse (465-424 av. J.-C. ). La chronologie de  Geoffrey Keating Foras Feasa ar Éirinn date son règne de 658-649 av. J.-C. , et les Annales des quatre maîtres  to 881-872 av. J.-C. .

## Source
- (en) Cet article est partiellement ou en totalité issu de l’article de Wikipédia en anglais intitulé « Lugaid Íardonn » (voir la liste des auteurs), édition du 9 avril 2012.